# 維多利亞縣 (新斯科舍省)

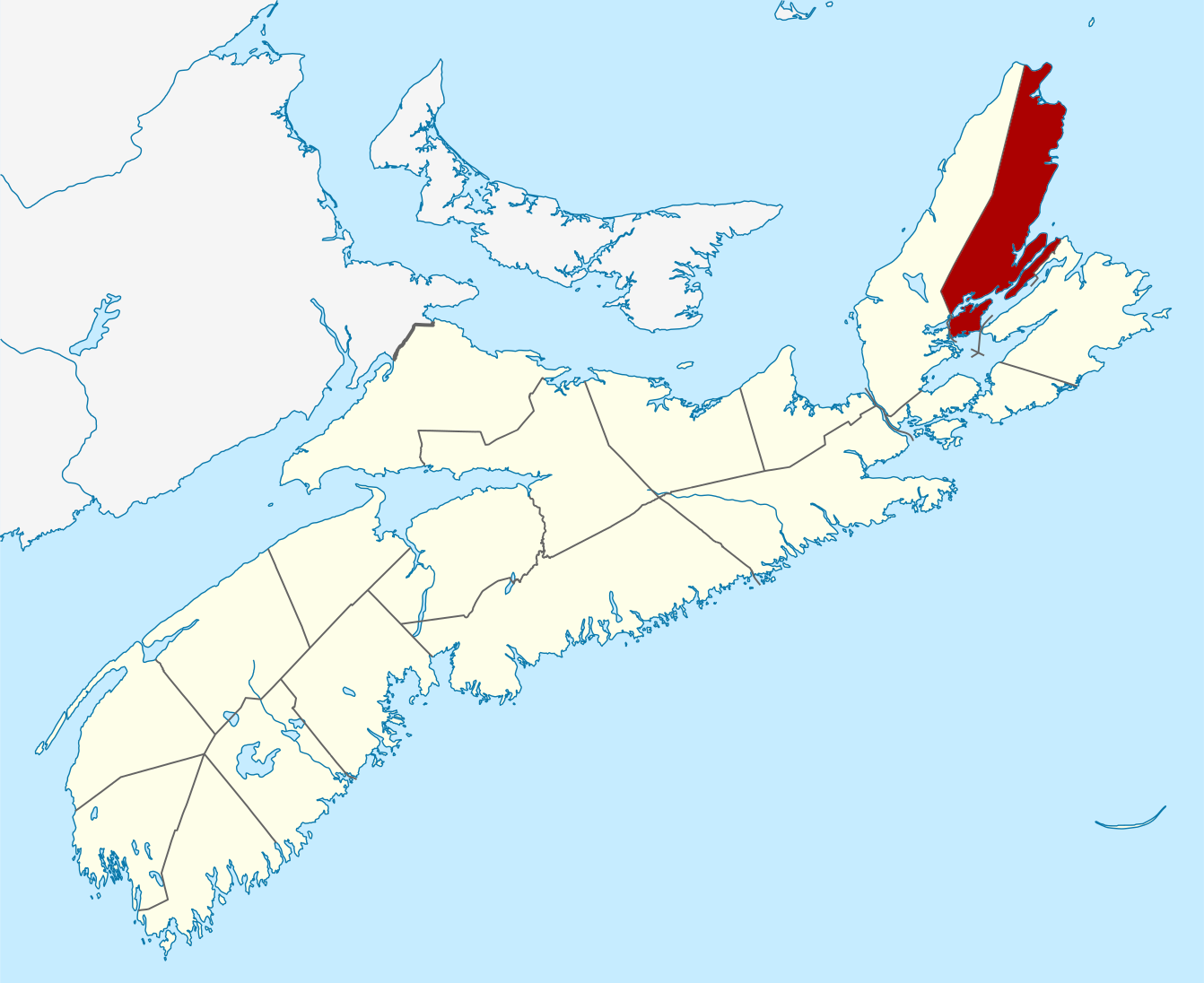

維多利亞縣（Victoria County）是加拿大新斯科舍省的一個歷史縣和人口普查區，由維多利亞縣市政府和Wagmatcook 1保護區所管轄。該縣於1851年依法成立，得名自英國維多利亞女王。與新斯科舍省的其他地區一樣，當地人口稀少，是土著米克馬克人的聚居地，他們大多以狩獵為生。

## 外部連結
- Municipality of Victoria County website （页面存档备份，存于）
- Visit Victoria County Official Tourism website （页面存档备份，存于）
- Central Cape Breton （页面存档备份，存于）
- Visit Baddeck （页面存档备份，存于）
- North Shore Community Portal （页面存档备份，存于）
- Cape Breton Highlands （页面存档备份，存于）
- Hike the Highlands Festival （页面存档备份，存于）,
- Photographs of historic monuments in Victoria County （页面存档备份，存于）
- Victoria County CAP Site Association （页面存档备份，存于）

46°24′N 60°36′W / 46.4°N 60.6°W